# Carmelo Trasselli
Carmelo Trasselli (Palermo, 15 settembre 1910 – Palermo, 9 marzo 1982) è stato uno storico italiano.

## Biografia

### Percorso negli Archivi di Stato
Subito dopo il conseguimento della laurea in lettere con una tesi su Michele Amari (anno accademico 1931-32), Trasselli vinse il concorso per la carriera direttiva degli Archivi di Stato (dicembre 1932), che percorse interamente in diverse sedi (Torino [1932-33], Roma [1933], Bolzano [1938-42], Trento ad interim [1939-1942], Roma [1944]), e poi lungamente in Sicilia (Palermo [1945], Trapani [1946-54], Palermo [1954-1970]).
Raggiunse il grado di Soprintendente di 1ª classe, con il quale nel 1970, a domanda, fu collocato a riposo. Per l’esperienza maturata come alto dirigente, è stato inviato dal Governo Italiano nei Paesi Bassi e in Belgio; ha rappresentato gli Archivi di Stato in seno alla Commissione Internazionale di Storia Marittima e ha fatto parte di Commissioni Internazionali, come quelle dell’UNESCO in Turchia.

### Percorso accademico
Ancora in servizio negli Archivi di Stato, nel 1956 conseguì la Libera Docenza in Storia economica (concorso allora a numero chiuso) e negli anni successivi la “maturità” nel concorso a cattedra di Storia economica nell’Università di Chieti. Trasselli sperò allora di ottenere l’incarico di Storia economica nella Facoltà di Economia e Commercio di Palermo, che invece preferì mantenere ancora in servizio per ben altri due decenni il vecchio docente, anche se non riuscì mai a conseguire la Libera docenza.
La vicenda lo addolorò non poco e costituì sicuramente un grave danno per quella Facoltà che ostinatamente non volle mai aprirgli la porta. Lo accolse invece felicemente nel 1966 la Facoltà di Economia e Commercio di Messina, che gli conferì l’incarico di Storia economica, da lui tenuto con notevole successo sino al compimento del suo settantesimo anno d’età nel settembre 1980. Una conclusione amara: la meritatissima vittoria nel concorso a ordinario nei mesi precedenti infatti non poté avere l’effetto desiderato, poiché il 1º novembre 1980, al momento dell’immissione in ruolo, egli aveva già superato il settantesimo anno di età e non gli era consentito assumere servizio nel nuovo ruolo.

### Attività di ricerca
Le varie sedi in cui come dirigente degli Archivi di Stato fu chiamato a prestare servizio valsero a Carmelo Trasselli un ampliamento di orizzonti culturali, rapporti diretti di documentazione, possibilità di approfondire temi e problemi diversi, contatti frequenti con Luigi Falco, Gioacchino Volpe, Nicolò Rodolico, Pietro Silva, Ernesto Bonaiuti, Carlo Alfonso Nallino e, più tardi, anche con Fernand Braudel, Amintore Fanfani e Federigo Melis, verso i quali egli si riconosceva debitore. Anteriormente all’immissione nei ruoli degli Archivi di Stato, Carmelo Trasselli aveva già avviato indagini archivistiche i cui risultati erano stati pubblicati in parecchi articoli: riguardavano soprattutto la descrizione di fonti sul Risorgimento in Sicilia. Nel corso degli anni Trenta, la sua attività di ricerca rimase limitata alla presentazione di nuove fonti archivistiche, corredate di ampie introduzioni. Il riferimento è soprattutto alla documentazione sulla storia della Corsica e alle carte giudiziarie di ben trenta uffici del Tribunale Civile del Senatore di Roma. Da direttore dell’Archivio di Stato di Trento, attraverso l’esame delle pergamene del comune di Riva del Garda, accertò nel 1942 la sopravvivenza nel Principato di Trento del diritto longobardo ancora nel XII secolo.
Il passaggio da «una produzione strettamente connessa con i suoi compiti professionali derivanti dalla sua qualità di funzionario scientifico degli Archivi di Stato» a quella di storico avvenne proprio a Trento nei primi anni Quaranta, quando riuscì a decrittare il cifrario del cardinale Cristoforo Madruzzo, governatore di Milano nel 1556-1558, nella corrispondenza segreta di Filippo II, cui egli dedicò un corposo saggio, molto interessante per i numerosi dati inediti che offre sulla presenza militare, l’impegno finanziario, il ricorso ai prestiti degli ebrei. Con il trasferimento alla direzione dell’Archivio di Stato di Trapani (marzo 1948) – un istituto ricchissimo di una documentazione quasi del tutto inesplorata – Trasselli abbandonò le ricerche sul Risorgimento per dedicarsi ormai al basso-medioevo e alla prima età moderna e in particolare alla storia economico-sociale della Sicilia e ai suoi rapporti con l’area mediterranea, con risultati che via via erano accolti favorevolmente da storici come Pietro Silva, Ferran Soldevila, Jayme Vicens Vives e, più tardi, anche Fernand Braudel, e che, come si è detto, nel 1956 gli valsero la Libera docenza in Storia economica all’unanimità.
Nei decenni successivi, Carmelo Trasselli continuò una intensa attività scientifica, documentata da oltre duecento pubblicazioni. In questa sede si segnalano in particolare i volumi sulla storia dei banchi siciliani (Note per la storia dei banchi in Sicilia nel XIV secolo [1958], Note per la storia dei Bianchi in Sicilia nel XV secolo. Parte I, Zecche e monete [1959], Parte II, I banchieri e i loro affari [1968]), frutto di una lunga ricerca negli archivi italiani e stranieri che gli ha consentito di tracciare un quadro esaustivo dell’attività creditizia in Sicilia e dei rapporti molto intensi con i banchi esteri, a dimostrazione di come la Sicilia fosse inserita nell’esperienza mediterranea ed europea. Una visione questa ripresa nella produzione successiva e in particolare nei volumi La vita a Reggio Calabria ai tempi di Carlo V [1975], Mediterraneo e Sicilia all’inizio dell’epoca moderna. Ricerche quattrocentesche [1977], Siciliani tra Quattrocento e Cinquecento [1981], Da Ferdinando il Cattolico a Carlo V. L’esperienza Siciliana, 1475-1525, 2 voll., [1982], Storia dello zucchero siciliano [1982].
Trasselli è stato invitato a tenere conferenze dalle Università di Genova, Belgrado, Malta; frequenti gli inviti a Parigi dove ha tenuto conferenze e lezioni alla Sorbona, all’Università di Parigi X (Nanterre), alla VI Sezione dell’École des Hautes Études (odierna École des hautes études en sciences sociales), al Collège de France che nel 1975 gli conferì con pubblica cerimonia una medaglia. Una sua conferenza alla École provocò l’intervento in Sicilia di Archeologi francesi e la nascita della Archeologia Medievale in Sicilia, le cui prime ricerche riguardarono un tema molto sentito in quegli anni: l’abbandono dei villaggi nel Medioevo. Ha partecipato, dalla loro istituzione nel 1969, alle Settimane di Studio dell’Istituto “F. Datini” di Prato ininterrottamente, con comunicazioni sui temi annualmente trattati e talora anche con corsi di lezioni per i borsisti. Per chiudere, Fernand Braudel, che nella seconda edizione del La Méditerranée et le monde méditerranéen à l'époque de Philippe II utilizzò alcuni risultati delle sue ricerche, lo considerava «un des plus grands historiens de l’Italie d’aujourd’hui – un historien qui, sans discussion possible, se place à l’hauteur de ses illustres prédécesseurs: Gino Luzzatto, Armando Sapori, Federico Chabod, Franco Borlandi...».

## Onorificenze
- 1939 Cavaliere della Corona d’Italia
- 1963 Commendatore della Repubblica
- 1972 Grande Ufficiale al merito della Repubblica

## Opere

### Principali pubblicazioni
- Un progetto di colonizzazione del Congo presentato a Vittorio Amedeo III di Savoia, «Rivista delle colonie italiane», 1932
- Esuli italiani in Turchia nel dodicennio 1849-1860, « La Sicilia nel Risorgimento italiano», Anno 3., fasc. 1, Palermo 1933
- Una protesta sabauda contro la Francia per l’annessione della Corsica, «Bollettino storico bibliografico subalpino», vol. XXXVI, 1934, XII-XIII, n.5-6
- Pergamene di Riva del XII secolo, «Archivi d’Italia» VII, 1940
- Il Cardinal Cristoforo Madruzzo, governatore di Milano attraverso la corrispondenza segreta di *Filippo II, «Nuova Rivista Storica», A. XXV, fasc. 5-6, 1941
- Cifrari italiani e spagnuoli del secolo XVI, «Archivi d'Italia», 1941
- Un italiano in Etiopia nel XV secolo, Pietro Rombulo da Messina, «Rassegna di Studi Etiopici»,  a. I, n. 2, 1941
- Il traffico del porto di Trapani nel 1598-99, «Annali Facoltà di Economia e Commercio», (Palermo), II, 1947
- Il Consolato dei Messinesi e il Consolato del mare in Trapani , «Archivio Storico Siciliano», ser. III, 2. Palermo, 1948
- Sull’arte in Trapani nel ‘400. Da documenti inediti, Trapani, Tipografia la Combattente, 1948
- I privilegi di Messina e di Trapani 1160-1355, «Studi di Storia Economica diretti da Di Stefano», Palermo, Segesta, 1949
- Antonio Fardella vice ammiraglio di Trapani, Trapani, Drepanum, 1951
- Sicilia, Levante e Tunisia nei secoli XIV e XV, Trapani, Drepanum, 1952
- La pesca nella provincia di Trapani. Storia e problemi, Trapani, Arti grafiche Corrao, 1953
- Sulla esportazione dei cereali dalla Sicilia nel 1407-08, «Atti dell'Accademia di Scienze,  Lettere e Arti di Palermo», serie quarta, vol. XIV (1953-54)
- Sulla diffusione degli Ebrei e sull’importanza della cultura e della lingua ebraica in Sicilia, particolarmente in Trapani e in Palermo, nel secolo XV, «Bollettino del Centro Studi Filologici e Linguistici Siciliani», II, 1954
- Sull’espulsione degli Ebrei dalla Sicilia, «Annali della Facoltà di Economia e Commercio», (Palermo), a. 8, 1954
- Frumento e panni inglesi nella Sicilia del XV secolo, «Annali della Facoltà di Economia e Commercio» (Palermo), a. IX, 1955
- Sul movimento del porto di Messina nel 1587, «Economia e Storia», A. II, fasc. 4, 1955
- La questione sociale in Sicilia e la rivolta di Messina del 1474, Palermo,  Libreria S. Taddei, 1955 (ristampa con prefazione di S. Tramontana: Intilla, Messina, 1990)
- Ricerche sulla popolazione della Sicilia nel XV secolo, «Atti dell’Accademia Scienze, Lettere e Arti», (s. 6., XV, 1954-1955, pt. 2), Palermo, 1956, 2.
- Sul debito pubblico in Sicilia sotto Alfonso V d’Aragona, «Estudios de Historia Moderna»,  6, 1956-59
- Sull’esportazione dei cereali dalla Sicilia negli anni 1402-1407, «Annali della Facoltà di Economia e Commercio» (Palermo), anno XI, 1957
- Il mercato dei panni a Palermo nella prima metà del XV secolo. II. La bottega di Matteo da Vico, «Economia e Storia»  anno IV, fasc. 2, 1957.
- Producción y Comercio de Azùcar en Sicilia del siglo XIII al XIX, «Revista Bimestre Cubana», La Havana, vol. LXXII, enero-junio 1957
- Il protonotaro di Martino, duca di Montblanc, «Revista de Archivos, Bibliotecas y Museos», tomo LXIII, 2, 1957
- Note per la storia dei banchi in Sicilia nel XIV secolo, Fondazione Mormino, Anno 1958, Quaderno N.1, Palermo,  1958
- Note per la storia dei Banchi in Sicilia nel XV secolo. Parte I, Zecche e monete, Ed. Regione Siciliana e Fondazione Mormino, Palermo, 1959; Parte II, I banchieri e i loro affari, Banco di Sicilia, Ufficio Fondazione Mormino, Palermo, 1968 [ristampa anastatica in volume unico, a cura di S. Di Bella e G. Motta, Cosenza, Pellegrini, 1993]
- Les sources d’archives pour l’histoire du trafic maritime en Sicile, «Les sources de l’histoire maritime en Europe du Moyen âge au XVIIIe siècle. Actes du colloque international d’Histoire maritime, Paris 1959», Paris 1962
- Transports d’argent à destination et à partir de la Sicile, «Annales E.S.C». n. 5, 1963
- Un episodio lucchese nella storia bancaria siciliana, «Annali Istituto Storia Economica e Sociale Università di Napoli», n. 5, 1964
- Sulla popolazione di Palermo nei sec. XIII-XIV, «Economia e Storia», fasc. 3, 1964
- Note degli archivi non statali dei Paesi Bassi e in Belgio e sul loro interesse per l’Italia, «Rassegna degli Archivi di Stato», 1965
- Note sui Ragusei in Sicilia, «Economia e Storia», fasc. 1, 1965
- Ricerche sulla seta siciliana (secoli XV-XVI), «Economia e Storia», fasc. 2,  1965
- Il popolamento dell’isola di Ustica nel sec. XVIII,  Caltanissetta-Roma, S. Sciascia, 1966
- Gli Ebrei di Mazara nei secoli XIV e XV, «Trapani, rassegna mensile della Provincia», IX, settembre 1966
- Sul naviglio «nordico» in Sicilia nel sec. XVII, «Homenaje a J. Vincens Vives», II, Barcelona, 1967
- I Rothschild, la Banca Nazionale e la Questione Meridionale, «Il Risorgimento in Sicilia», Palermo, n. 4, 1967
- Studi sul clima e storia economica, «Economia e Storia», fasc. 2, 1967
- I Rothschild, «Economia e Storia», fasc. 1,1968
- Sumario duma história do açùcar siciliano, «Do tiempo e da Historia», Lisboa, 2, 1968
- Un tipografo e libraio veneziano a Palermo (1595-1596), «Economia e Storia», fasc. 3, 1968
- L’Amirauté de Sicile XIV-XVIII siècles, «Revue d’histoire économique et sociale», 1969
- Genovesi in Sicilia, «Atti della Società ligure di Storia patria», N.S., vol. 9, fasc. 2, 1969
- Omer L. Barkan e le ricerche di storia economica turca, «Economia e Storia», fasc. 1, 1969
- I banchi delle città minori nel Cinquecento siciliano, «Nuovi Quaderni del Meridione», n. 70, aprile-giugno 1970
- Un banco genovese a Palermo nel 1570, «Revue Internationale d’histoire de la banque», Ginevra, n. 3, Genève, Librairie Droz, 1970
- Su le finanze siciliane da Bianca ai Viceré, «Atti del IV Congresso de Historia de la Corona de Aragòn», 1955, Actas y Comunicaciones, Barcelona 1970
- La siccità in Sicilia nel XVI secolo, «Rivista di storia dell’agricoltura», 1970
- Alcamo, un comune feudale alla fine del 300, «Atti Società trapanese Storia patria», 1971
- I Genovesi e la Sicilia durante la guerra dei trent'anni: finanza genovese a pagamenti esteri (1629-1643),  «Rivista Storica Italiana», A. 84, 1972, 4
- Considerazioni sulla schiavitù in Sicilia alla fine del medioevo, «Clio», 1972
- Finanza genovese e pagamenti esteri (1629- 1643), «Rivista Storica Italiana», 1972
- I Messinesi tra Quattro e Cinquecento , «Annali della Facoltà di Economia e Commercio», (Messina), A. X, 1972, 1
- Porti e scali in Sicilia dal XV al XVII secolo, «Les grande escales. Deuxième partie: Les tempes modernes», Bruxelles, 1972
- Selinunte medievale, «Sicilia Archeologica», 17 marzo 1972, 17
- La conquista di Tripoli nel 1510 vista dalla Sicilia, «Mélanges en l'honneur de Fernand Braudel, tome I: Histoire économique du monde méditerranéen 1450-1650», Toulouse, 1973
- Sui Biscaglini in Sicilia tra Quattro e Cinquecento, «Mélanges de l'École française de Rome. Moyen-Âge. Temps modernes», tome 85, 1973, 1.
- Il mercato dei panni a Messina all’inizio del sec. XVI, «Annali della Facoltà di Economia e Commercio» (Messina), 1973, 1
- Criminalité et moralité en Sicile au début de l’époque moderne, «Annales E.S.C.», 1973
- Banco secco e manifatture. Lavori preparatori al parlamento siciliano del 1624, «Archivio Storico per la Sicilia Orientale», A. 69, 1973, 2
- Les routes siciliennes du Moyen Âge au XIXe siècle, «Revue historique», 1974, n. 509
- La vita a Reggio Calabria al tempo di Carlo V, Reggio Calabria, Parallelo 38, 1975
- Una bottega di panni a Palermo alla metà del ʼ500 , «Produzione, commercio e consumo dei panni di lana: Atti della II settimana di studi dell’istituto Internazionale F. Datini di Prato» (10-16 aprile 1970), Firenze, Olschki, 1976
- Note sulla colonia genovese a Messina nel primo Cinquecento, «Fatti e idee di storia economica, Studi dedicati a Franco Borlandi», Bologna, il Mulino, 1976
- La Sicilia nella guerra dei trent’anni, «Economia e Storia  (Sicilia-Calabria XV-XIX sec.)», a cura di Saverio Di Bella,  Cosenza, Pellegrini 1976
- Problemi monetari siciliani nei secoli XVI-XVII «Atti del Congresso Internazionale di studi sull’età del Viceregno» (Bari 1972, 7-10 ottobre), II, Bari, Bigiemme, 1977
- Mediterraneo e Sicilia all’inizio dell’epoca moderna (Ricerche quattrocentesche), Cosenza, Pellegrini, 1977 [ristampa dei saggi: Antonio Fardella vice ammiraglio di Trapani; Sicilia, Levante e Tunisia nei secoli XIV e XV; Su le finanze siciliane da Bianca ai Viceré; Società ed economia a Sciacca nel XV secolo; Fumento e panni inglesi nella Sicilia del XV sec.; Sull’esportazione dei cereali dalla Sicilia negli anni 1402- 1407]
- Los Genoveses en Sicilia y en Calabria desde el reinado de Carlo V hasta la guerra de los treinta an͂os, «Dinero y credito», Siglos 16. al 19, Madrid, s.n, 1978
- Una ricchezza distrutta: Messina, 1714, Wirtschaftskräfte und Wirtschaftswege, II: Wirtschaftskräfte in der europäischen Expansion, Ser. Beiträge zur Wirschaftsgeschichte, Stuttgart, Klett Cotta, 1978
- Sui servizi amministrativi in Sicilia, «Domanda e Consumi, Livelli e Strutture (nei secoli XIII-XVIII)», Atti della “Sesta settimana di studi” dell’Istituto Internazionale F. Datini (Prato 27 aprile-3 maggio 1974), Firenze, Olschki, 1978
- Lo stato di Gerace e Terranova nel Cinquecento, Reggio Calabria, Parallelo 38, 1978
- Messina 1674. «La Rivolta di Messina (1674-1678) e il mondo del mediterraneo nella seconda metà del Seicento», a cura di S. Di Bella, Cosenza, Pellegrini, 1979
- Naufragi, pirateria e doppio giuoco in Mediterraneo, «Le genti del Mar Mediterraneo» (Atti del XVII Colloquio internazionale di storia marittima, Napoli, 29-31 gennaio 1980), Napoli, Pironti, 1981
- I rapporti tra Sicilia e Genova dai Normanni al ʼ900, «Genova e i genovesi a Palermo», Atti delle manifestazioni 1978-1979, Genova 1980
- Siciliani tra Quattrocento e Cinquecento, prefazione di R. Romeo, Messina, Intilla, 1981
- Le aree monetarie del Mediterraneo centro- occidentale (secc. XIII-XVI), «La moneta nell’economia europea nei-secoli XIII-XVIII, VII Settimana di studio dell'Istituto Internazionale F. Datini di Prato 1975», Firenze, Le Monnier, 1982
- La politica antifeudale di Ferdinando il Cattolico in Sicilia, «La Corona d’Aragona e il Mediterraneo. Aspetti e problemi comuni da Alfonso il Magnanimo a Ferdinando il Cattolico (1416-1516)», (9. Congresso di storia della Corona d’Aragona, Napoli, 11-15 aprile 1973), II, 1982
- Da Ferdinando il Cattolico a Carlo V. L’esperienza siciliana, 1475-1525, Vol I-II, Soveria Mannelli (CZ), Rubbettino, 1982
- Storia dello zucchero siciliano, Introduzione di O. Cancila, Caltanissetta-Roma, Sciascia, 1982
- Sulla economia siciliana del Quattrocento, in «Archivio Storico Messinese», III serie, vol. XXXIII, 1982.
- Fonti per la determinazione del prodotto lordo nel sec. XVI in Sicilia: primi tentativi di bilancio del Regno, «Prodotto lordo e finanza pubblica. Secoli XIII-XIX», Atti della “Ottava Settimana di Studio”, Prato 3-9 maggio 1976, a cura di A. Guarducci, Le Monnier, Firenze, 1988.
- Problemi di credito a Palermo nella seconda metà del secolo XVII, «Banche e banchieri in Sicilia», Fondazione culturale Lauro Chiazzese della Sicilcassa, Palermo, 1992